# Glaphyromorphus antoniorum
Glaphyromorphus antoniorum är en ödleart som beskrevs av  Smith 1927. Glaphyromorphus antoniorum ingår i släktet Glaphyromorphus och familjen skinkar. Inga underarter finns listade i Catalogue of Life.